# Bara (genere narrativo)
Bara (蔷薇? lett. "rosa") è un termine giapponese utilizzato all'estero per indicare un genere d'arte che si concentra sul desiderio e l'amore tra uomini, creato da e per uomini gay, quindi una vera e propria tipologia di manga dedicata a uomini queer. Ebbe il suo preludio nei primi anni sessanta del XX secolo su riviste fetish di contenuto artistico (immagini fotografiche, ritratti, dipinti).
Oltre al fumetto bara, chiamato GEI-Comi (ゲイコミ? lett. "gay comics") in Giappone, esistono anche un certo numero di videogiochi a tema, così come romanzi. Il genere ha una limitata distribuzione al di fuori del Giappone, incontrando ancora delle difficoltà a trovare editori in Europa e in Nord America. Tuttavia, è stato descritto come la prossima grande ondata soft-porn proveniente dal Giappone.
Il Gei-Comi può variare sia per trama che per stile visivo, ma mantiene caratteristiche tipiche della cultura gay giapponese, quali l'alternanza tra personaggi maschili muscolosi e pelosi (Beefcake, o in alternativa kuma (熊?, lett. "orso"). Il Gei-Comi è solito avere componenti narrative estremamente esplicite e relative a tematiche proprie del mondo BDSM e del kink, volendo approfondire la natura del tabù nei riguardi dell'omosessualità che ancora esiste ed è ben presente all'interno della moderna società nipponica.
I commentatori anglosassoni si riferiscono spesso ancora al Gei-Komi come fosse un sinonimo di Boy's Love: quest'ultimo è principalmente creato da e per donne con caratteristiche idealizzate prese dal concetto di bishōnen; molte di queste opere riprongono la formula normativa eterosessuale un personaggio dominante (seme) e uno sottomesso (uke).

## Terminologia
Il termine, in relazione a creazioni artistiche rivolte a uomini adulti omosessuali, ha la sua origine nel 1961: difatti una raccolta di fotografie fatte appositamente per esser vendute come libro da collezione è stato intitolato Bara kei ("Ordeal by roses" in inglese). Il fotografo era Eikoh Hosoe, mentre il fotografato in pose seminude da dandy decadente era il raffinato scrittore Yukio Mishima.
Il termine è stato poi rafforzato dalla rivista Barazoku (蔷薇族? "tribù rosa") fondata nel 1971; si tratta della prima rivista ufficialmente gay asiatica ad esser venduta in librerie tradizionali (non di nascosto, quindi aperta ad un pubblico generalizzato). Infine bara-eiga (film rosa) è stato utilizzato a partir dagli anni '80 per descrivere il cinema espressamente a tematica gay.

## Storia
Il Giappone ha una storia omosessuale, in particolare pederastica, rappresentata dalle opere dell'arte erotica Shunga. Tuttavia, Gengoroh Tagame distingue tra una definizione culturale della sessualità proveniente dall'antica tradizione (molto spesso ai limiti della pedofilia) e quella sessualità molto più personale e innata, che ha trovato la sua maggior legittimità proprio nel moderno omoerotismo.
Seguendo il saggio critico approfondito di Tagame, la storia della moderna arte erotica gay in Giappone può esser ricondotta ad una rivista fetish uscita tra il 1960 e il 1974, Fuzokukitan. Anche se conteneva in parte eterosessualità e lesbismo, a differenza dei suoi concorrenti editoriali comincio ad aver via via sempre più contenuti ed articoli riguardanti il mondo gay, utilizzando l'arte erotica maschile molto più e più frequentemente di altre pubblicazioni. Anche artisti occidentali come George Quaintance e Tom of Finland sono stati illustrati in Fuzokukitan; inoltre diversi storici artisti bara fecero il loro debutto proprio nelle pagine di questa rivista.
Anche alla fotografia omoerotica è stato accreditato un notevole contributo al successivo sviluppo del genere bara; ma è con la seconda generazione di artisti (quella operante tra la metà degli anni '80 e la metà dei '90) che scompare il dolore e la sofferenza generalizzata dalla narrazione bara, spostando anche l'attenzione delle fantasie del pubblico gay dalla bellezza spirituale dei samurai a quella molto più fisica ed immediata dei corpi degli sportivi o dei gangster.
Successivamente le principali riviste gay, pur continuando a pubblicare storie classiche, iniziarono anche ad introdur questioni supplementari con articoli d'interesse più quotidiano, quali i diritti civili e le sfilate dell'orgoglio omosessuale (Gay pride), eventi correlati alla diffusione e prevenzione dell'AIDS. Tutto questo pur continuando a mantener intatta e maggioritaria l'attenzione sulla fiction, sulla moda maschile e la fotografia erotica. Nei primi anni '90 la rivista Adon ha tentato di spostar parzialmente l'attenzione verso uno stile di vita più impegnato politicamente e lontano dal modo più superficiale d'intender il divertimento (discoteca, incontri, moda etc) più tipica delle riviste gay dell'epoca; eliminando anche i caratteri più pornografici e riducendo le sezioni fotografiche e narrative.. Questo cambiamento però non ottenne il successo sperato e la rivista fu costretta a chiudere nel 1996. Barazoku cessò invece le pubblicazioni nel 2004
Nonostante queste storiche pubblicazioni abbiano definitivamente chiuso, oggi in Giappone ci sono molti più artisti e riviste gay disponibili in commercio rispetto agli anni '90

## Manga bara
Il manga bara, conosciuto anche come GEI Comi, è a tutt'oggi un genere molto di nicchia in Giappone rispetto ad esempio allo yaoi, anche se alcuni lavori son già stati tradotti in inglese. ed alcune delle opere di Gengoroh Tagame siano state tradotte in francese.

### Autori e pubblicazioni
A tutt'oggi Gengoroh Tagame è considerato il creatore più influente di manga gay in Giappone; la maggior parte dei suoi primi lavori son apparsi su riviste gay e di solito avevano trame che comprendevano BDSM, tortura, stupro ed abusi sessuali in genere. Le sue illustrazioni di uomini muscolosi e pelosi sono state viste come catalizzatrici per un cambiamento nella moda tra gli uomini gay a Tokyo dopo il lancio di G-men nel 1995, lontano dagli stili filo-androgini dello yaoi e dirigendo una nuova tendenza volta alla rappresentazione di personaggi molto più mascolini e virili.
Il lavoro di Tagame è stato però criticato da altri come semplice "teatrino sadomaso" a causa della sua violenza e mancanza di trame più complesse.. Altri ben noti artisti bara sono Takeshi Matsu, Inako Matsumoto, Mentaiko e Tsukasa Matsuzaki.
Prima degli anni 2000 sedi principali per la pubblicazione di manga gay erano riviste e periodici, prima fra tutti Barazoku nata nel 1971; raramente contenevano storie a puntate. Sin dalla metà degli anni '90 la maggior parte delle storie erano semplice pornografia, con scarsa attenzione alla caratterizzazione dei personaggi o alla trama, e anche i racconti più lunghi erano in genere scarsamente sviluppati.
Barazoku conteneva a volte "alcune storie ben articolate che potrebbero esser meglio descritte ome erotiche piuttosto che porno", mentre i manga presenti in G-men erano più inesorabilmente propensi alla più sfacciata espressione sessuale, con pochissima attenzione alla cura del soggetto.
Gran parte dei primi lavori di Tagame è stato pubblicato in G-men, fondata nel 1994 per soddisfare le fantasie di uomini gay che preferivano il genere "macho", in contrapposizione al più elegante yaoi d'ispirazione e stile più popolare per tutti gli anni '80. In qualità di rivista d'interesse generale per gli uomini gay G-men include manga, così come storie in prosa e materiale editoriale e fotografico; acquisendo così un pubblico stabile ed affezionato e venendo a presentar un'immagine meglio definita dell'ideale erotico omosessuale.
Il lavoro di Tagame ebbe un'importante influenza anche sullo stile di G-men; è stato inoltre uno dei primi periodici ad editare collezioni di manga in tankōbon
Con l'inizio degli anni '90 s'è verificata una sempre maggior attenzione da parte dei media nei confronti delle questioni LGBT in Giappone, abbinata ad un forte incremento della produzione di opere scritte da autori gay dichiarati: attirando anche lettrici che preferivano una tipologia fisica più maschile rispetto allo shōnen'ai e allo shōjo.
Tali opere ondeggiano tra il bara vero e proprio e il gachi muchi.
Alcuni editori e negozi online hanno vaste sezioni pubblicitarie in lingua inglese, cercando in tal modo attivamente i lettori stranieri. Uno dei primi portali online appositamente creati per portare alla conoscenza del pubblico i bara e a crear pagine in lingua inglese per inseguir acquirenti stranieri è stato lo Shoppers Arcobaleno, il quale vendeva sia manga gay che dojinshi.
In Spagna han cominciato a tradurre e pubblicare bara a partire dal 2008

### Caratteristiche
La messa in commercio sempre più frequente di antologie bara ha promosso lo sviluppo di storie serializzate, anche se il tipo di storia più comune rimane ancora il singolo capitolo. Il manga Bara ha di solito uomini muscolosi come protagonisti, ma v'è comunque una varietà di personaggi; anche se nella tipologia corporea non s'avvicinano mai alla effeminata scioltezza comune nello yaoi.
Anche se alcune di queste storie contengono rappresentazioni meno idealizzate e più realistiche della vita reale degli uomini gay (partecipazione alle parate del gay pride, questione relative al matrimonio omosessuale, il coming out, riproduzioni molto realistiche della sessualità etc) è stato notato che spesso viene ancora data più enfasi alle questioni relative al sesso piuttosto che alla costruzione seria di un rapporto duraturo.
Le storie presenti fino alla metà degli anni '90 presentavano generalmente relazioni di lavoro o potere basate sulla differenza d'età tra i due protagonisti, ed in cui il personaggio d'età superiore utilizza quello più giovane suo subordinato per scopi eminentemente sessuali.
Le tematiche riguardanti il BDSM o la sessualità violenta son comuni in questo materiale destinato ad esser pubblicato sotto l'etichetta vietato ai minori: la critica osserva poi correttamente tutti quei temi per cui gli uomini gay esprimono fastidio o disappunto perché presenti nei manga yaoi, ovvero lo stupro, la misoginia e l'assenza d'uno stile occidentale identitario gay, sono e rimangono ben presenti anche nel GEI Comi.
Tra i manga più recenti che mirano ad esser pubblicati in antologie gay, le storie vengono ad invertire il vecchio luogo comune del più anziano che fa la corte al più giovane: difatti s'iniziano a mostrar giovani dinamici e perfettamente sicuri di sé che perseguono una politica di vera e propria "aggressione sessuale" nei confronti di colleghi di lavoro più grandi, spesso barbuti e più bassi di statura.. Esattamente come nello yaoi, il meno alto viene spesso presentato come timido, riluttante o insicuro della propria sessualità.
Infine il sesso non consensuale, costretto, e le implicazioni sadomaso sono temi ancora comuni e ben presenti, anche se continuano ad esser molto popolari le storie basate su una trama sentimentale.

## Altri media
A partire dagli anni '90, con la sempre maggior conoscenza ed approfondimento delle questioni LGBT, s'è venuta a creare sempre più un'attenzione a questi temi e alla loro realizzabilità commerciale: vi sono stati a tal proposito tutta una serie di romanzi scritti da autori maschi gay che si occupano di omosessualità in maniera del tutto realistica, molto spesso autobiografica. Tra gli autori più degni di nota possiamo certamente citare Hisao Hiruma, Koji Nishino e Ryosuke Hashiguchi; una serie di opere di quest'ultimo sono state anche trasformate in film, tra cui A Touch of Fever e Hush!.

### BL Game
Un certo numero di videogiochi che utilizzano intrecci narrativi bara sono stati prodotti in questi ultimi anni in Giappone per un pubblico adulto maschile omosessuale; anche se per la maggior parte di questi, che possiamo tranquillamente definire Eroge, si tratta di dojinshi amatoriali non in commercio.
A differenza dei giochi yaoi prodotti da grandi e stimate società, i pochi giochi commerciali bara sono stati sviluppati e prodotti da piccole aziende indipendenti: in genere si tratta di visual novels o versioni dei giochi d'abilità come il pachinko.

## Bara e yaoi
Lo yaoi è un altro genere giapponese in cui si trovano presenti temi narrativi riguardanti rapporti di coppia omosessuali. Il genere emerse per la primissima volta attorno al 1970 da un ramo dei manga shōjo destinati alle ragazze., ed è ancora oggi per lo più commercializzato esclusivamente ad adolescenti femmine o giovani donne (nonostante vi sia anche una minoranza di lettori di sesso maschile).
I creatori ed appassionati BL stanno ben attenti a distinguere il genere yaoi da quello bara, creato esclusivamente da e per uomini gay.. Lo yaoi s'è diffuso presto oltre i confini nazionali: sono disponibili oggi sia yaoi tradotti che creati in altre lingue in molti paesi asiatici e occidentali. Caratteristica peculiare dei personaggi dei manga yaoi è quella che non tendono automaticamente ad identificarsi come gay o bisessuali; non vi è cioè un momento di coscienza od autoconsapevolezza sociale.
Lo yaoi è stato criticato perché darebbe rappresentazioni stereotipate dei suoi personaggi oltre a non affrontare mai seriamente le questioni civili omosessuali.
L'omofobia, quando viene presentata come un problema riguardante tutti, è spesso utilizzata come dispositivo narrativo per aumentare la drammaticità della situazione che va a crearsi tra i personaggi oppure ancora per dimostrar l'autentica purezza dell'amore dei protagonisti. La critica di Matt Thorn ha suggerito che siccome lo yaoi è una narrazione essenzialmente sentimentale-romantica (pur non mancando scene sessuali abbastanza esplicite), appesantirla con forti temi a sfondo e contenuto politico finirebbe semplicemente per snaturarne il significato, oltre che spegner l'interesse dei lettori.
I critici affermano poi che il genere sfida l'eteronormatività tramite il tema Bishōnen, ovvero la rappresentazione di bei ragazzi, raffinati e delicati, amanti delle cose belle e un po' dandy, che sono ancora fuori dagli schemi classici eterosessuali, e Grossman ha notato come i giapponesi si trovino molto più a loro agio nell'affrontar i temi LGBT all'interno del contesto "protettivo" della scrittura manga.
Il bara da questo punto di vista è molto più autentico, in quanto descrive vere e proprie relazioni omosessuali maschili, senza l'etichettatura fatta dallo yaoi tra tipologia maschile (seme) e femminile (uke); che continua ad esser una delle fantasie e descrizioni più comuni all'interno del manga yaoi rivolto a donne. In confronto allo yaoi, ad esempio, è del tutto improbabile che nel bara si possano verificare scene di "pianto incontrollabile" o lunghe pause introspettive, essendo più propenso a mostrar personaggi molto atletici, muscolosi e villosi, o anche leggermente in sovrappeso
Rispetto al manga gay, lo yaoi mostra invece molta più attenzione nel costruir innanzitutto una forte caratterizzazione psicologica dei personaggi protagonisti, prima che si possan verificar scene sessuali

### Gachi Muchi
Recentemente è stato introdotto in Giappone un sottogenere di BL, il cosiddetto Gachi muchi (da gacchiri-muscoloso e muchimuchi-cicciotello), che offre nelle sue rappresentazioni tipologie fisiche più maschili, creato da artisti gay. Anche se la sua commercializzazione è riservata ancora per lo più alle donne attrae sempre più anche un ampio pubblico maschile gay.. Anche se questo tipo di materiale è stato denominato Bara tra i fans di lingua inglese esso non è equivalente alla definizione corretta del GEI Comi (anche se v'è una notevole sovrapposizione di autori e stili artistici, che fan così incrociae i due generi).
Prima dello sviluppo del Gachi muchi, le più vaste sovrapposizioni tra autori bara e yaoi s'è verificata nelle pubblicazioni a tema BDSM, ad esempio nella rivista antologica gay Zettai Reido. Diverse autrici yaoi che s'eran impegnate in temi BDSM sono state reclutate per contribuire a creare storie in antologie Bara su questioni specifiche.